# ナショナル・ボード・オブ・レビュー賞 (1941年)
第13回ナショナル・ボード・オブ・レビュー賞は1941年12月20日に発表された。

## 受賞一覧

### 作品賞(トップ10)
- 『市民ケーン』 Citizen Kane
  - 『わが谷は緑なりき』 How Green Was My Valley
  - 『偽りの花園』 The Little Foxes
  - The Stars Look Down
  - 『ダンボ』 Dumbo
  - 『ハイ・シェラ』 High Sierra
  - 『幽霊紐育を歩く』 Here Comes Mr. Jordan
  - 『愛の鐘はキッスで鳴った』 Tom, Dick and Harry
  - 『アフリカ珍道中』 Road to Zanzibar
  - 『レディ・イヴ』 The Lady Eve

### ドキュメンタリー映画賞
- Target for Tonight

### 外国語映画賞
- 『望郷』 Pépé le Moko フランス

### 最優秀演技賞
- サラ・オールグッド - 『わが谷は緑なりき』
- メアリー・アスター - 『偉大な嘘』、『マルタの鷹』
- イングリッド・バーグマン - 『天国の怒り』
- ハンフリー・ボガート - 『ハイ・シェラ』、『マルタの鷹』
- パトリシア・コリンジ - 『偽りの花園』
- ゲイリー・クーパー - 『ヨーク軍曹』
- ジョージ・クールリス - 『市民ケーン』
- ドナルド・クリスプ - 『わが谷は緑なりき』
- ビング・クロスビー - 『アフリカ珍道中』、『ブルースの誕生』
- ベティ・デイヴィス - 『偽りの花園』
- イソベル・エルソム - 『生きている死骸』
- ジョーン・フォンテイン - 『断崖』
- グレタ・ガルボ - 『奥様は顔が二つ』
- ジェームズ・グリーソン - 『幽霊紐育を歩く』、『群衆』
- ウォルター・ヒューストン - 『悪魔の金』
- アイダ・ルピノ - 『ハイ・シェラ』、『生きている死骸』
- ロディ・マクドウォール - 『わが谷は緑なりき』
- ロバート・モンゴメリー - 『幽霊紐育を歩く』、『天国の怒り』
- ジンジャー・ロジャース - 『恋愛手帖』、『愛の鐘はキッスで鳴った』
- ジェームス・ステフェンソン - The letter,Shining Victory
- オーソン・ウェルズ - 『市民ケーン』

## 参考
1. ↑  “1941 Award Winners”. 2013年10月27日閲覧。